# Anachipteria mahunkai
Anachipteria mahunkai är en kvalsterart som beskrevs av Aoki 1974. Anachipteria mahunkai ingår i släktet Anachipteria och familjen Achipteriidae. Inga underarter finns listade i Catalogue of Life.